# Сула (приток Казанки)
Сула (тат. Сулы) — река в Высокогорском районе Республики Татарстан. Устье реки находится на 34 км по правому берегу реки Казанка. Длина реки составляет 29 км, площадь водосборного бассейна 274 км².

## Притоки
- 7,9 км: река без названия, у с. Тимофеевки
- 16 км: река без названия, у д. Альбы
- 22,5 км: Саинка, у с. Сая

## Данные водного реестра
По данным государственного водного реестра России относится к Нижневолжскому бассейновому округу, водохозяйственный участок реки — Волжский участок Куйбышевского водохранилища от города Казань до посёлка городского типа Камское устье. Речной бассейн реки — Волга от верховий Куйбышевского водохранилища до впадения в Каспийское море.
Код водного объекта в государственном водном реестре — 11010000112112100003328.